# Saison 6 de Californication
Chronologie
Saison 5 Saison 7
Cet article présente les douze épisodes de la sixième saison de la série télévisée américaine Californication.

## Synopsis
Hank Moody est un romancier new-yorkais exilé à Los Angeles, et séparé de Karen, la mère de sa fille Becca, âgée de 12 ans. Perturbé par sa situation familiale et par son absence d'inspiration, il se réconforte dans la consommation immodérée d'alcool, de drogues en tout genre et des nombreuses femmes tombées sous son charme. Désabusé et sarcastique, il ne peut s'empêcher de dire toutes les vérités qui lui viennent à l'esprit, et ce, en toutes circonstances et à n'importe qui, n'ayant que très peu de respect pour les conventions de la bourgeoisie californienne. Hank est auto-destructeur, mais dans le fond il ne cherche qu'à récupérer Karen et à vivre une vie de famille tranquille.

## Distribution

### Acteurs principaux
- David Duchovny (V. F. : Georges Caudron) : Hank Moody
- Natascha McElhone (V. F. : Danièle Douet) : Karen van der Beek
- Evan Handler (V. F. : Xavier Fagnon) : Charlie Runkle
- Madeleine Martin (V. F. : Léopoldine Serre) : Rebecca « Becca » Moody
- Pamela Adlon (V. F. : Marie Vincent) : Marcy Runkle

### Acteurs récurrents
- Stephen Tobolowsky (V. F. : Bernard Alane) : Stu Baggs
- Jason Beghe (V. F. : Jean-Jacques Nervest) : Richard Bates (récurrence à travers les saisons)
- Maggie Grace (V. F. : Edwige Lemoine) : Faith
- Lee Arenberg (V. F. : Enrique Carballido) : Ken, partenaire dans l'agence de Charlie
- Maggie Wheeler : Ophelia
- Tim Minchin (V. F. : Nessym Guetat) : Atticus Fetch
- Sarah Wynter (V. F. : Vanina Pradier) : Natalie, la femme d'Atticus
- Steve Jones (V. F. : Paul Borne) : Krull

### Invités
- Natalie Zea (V. F. : Amandine Pommier) : Carrie (épisode 1)
- Alexandra Barreto : Sarah (épisode 1)
- Chris Gann (V. F. : Paolo Domingo) : le barman (épisode 1)
- Johann Urb (V. F. : Mathias Kozlowski) : Robbie Mac (épisodes 2, 3 et 4)
- Patrick Fischler (V. F. : Franck Capillery) : Gabriel (épisodes 2, 3 et 11)
- Dustin Ybarra (V. F. : Yoann Sover) : Ross (épisodes 2, 7 et 11)
- Joseph Lawrence (V. F. : Paolo Domingo) : Brian (épisode 2)
- Alanna Ubach (V. F. : Juliette Degenne) : Trudy (épisodes 3, 6 et 9)
- Artie Lange (V. F. : Pascal Casanova) : Teddy (épisode 3)
- Sebastian Bach (V. F. : Emmanuel Garijo) : Tony (épisode 3)
- Allison McAtee : Ali Andrews (épisode 4)
- Alissa Dean : Rachel (épisode 4)
- Jorge Garcia (V. F. : Jérôme Pauwels) : un trafiquant de drogue (épisodes 5 et 9)
- Meghan Falcone : Shari (épisodes 5 et 9)
- Marilyn Manson (V. F. : Gilles Morvan) : lui-même (épisodes 7 et 12)
- Stacey Scowley : Tricia (épisode 7)
- Liz Fenning : l'amie de Faith (épisode 8)
- Rob Lowe (V. F. : Bruno Choël) : Eddie Nero (épisode 9)
- Bill Smitrovich (V. F. : Patrick Messe) : Jack, le père de Faith (épisode 10)
- Mary Kay Place : la mère de Faith (épisode 10)
- Keir O'Donnell (V. F. : Olivier Cordina) : Beckett Fetch (épisode 10)
- Edi Patterson (en) : Shannon (épisode 10)
- Noah Harpster : Larry (épisode 10)
- Callum Keith Rennie (V. F. : Guillaume Orsat) : Lew Ashby (épisode 12)
- Keaton Simons : Vince (épisode 12)

## Production
Le 2 février 2012, Showtime a renouvelé la série pour cette sixième saison.

### Casting
En mai 2012, l'actrice Maggie Grace (vue dans Lost : Les Disparus) et l'acteur Lee Arenberg (vu dans Once Upon a Time) ont obtenu un rôle récurrent pour la sixième saison de la série. 
En juin 2012, l'acteur Jorge Garcia (vu aussi dans Lost : Les Disparus et Alcatraz) a obtenu un rôle le temps d'un épisode lors de la sixième saison, l'actrice Maggie Wheeler (vue dans Friends et Larry et son nombril) a obtenu un rôle récurrent pour la sixième saison puis le chanteur, acteur et producteur Marilyn Manson a obtenu un rôle le temps de deux épisodes lors de la sixième saison.

## Liste des épisodes

### Épisode 1:Impardonnable
- États-Unis : 13 janvier 2013 sur Showtime
- Suisse : 30 juin 2013 sur RTS Un
- France : 17 janvier 2014 sur M6[réf. souhaitée]

- États-Unis : 1,07 million de téléspectateurs[7] (première diffusion)

### Épisode 2:Dure, dure la cure!
- États-Unis : 20 janvier 2013 sur Showtime
- Suisse : 1er juillet 2013 sur RTS Un
- France : 17 janvier 2014 sur M6[réf. souhaitée]

- États-Unis : 749 000 téléspectateurs[8] (première diffusion)

### Épisode 3:Sex and Drugs and Rock'n'roll
- États-Unis : 27 janvier 2013 sur Showtime
- Suisse : 7 juillet 2013 sur RTS Un
- France : 17 janvier 2014 sur M6[réf. souhaitée]

- États-Unis : 889 000 téléspectateurs[9] (première diffusion)

### Épisode 4:La Guerre du mâle
- États-Unis : 10 février 2013 sur Showtime
- Suisse : 8 juillet 2013 sur RTS Un
- France : 24 janvier 2014 sur M6[réf. souhaitée]

- États-Unis : 753 000 téléspectateurs[10] (première diffusion)

### Épisode 5:La Muse
- États-Unis : 17 février 2013 sur Showtime
- Suisse : 14 juillet 2013 sur RTS Un
- France : 24 janvier 2014 sur M6[réf. souhaitée]

- États-Unis : 669 000 téléspectateurs[11] (première diffusion)

### Épisode 6:Air Force 69
- États-Unis : 24 février 2013 sur Showtime
- Suisse : 15 juillet 2013 sur RTS Un
- France : 24 janvier 2014 sur M6[réf. souhaitée]

- États-Unis : 574 000 téléspectateurs (première diffusion)

### Épisode 7:Bas les masques!
- États-Unis : 3 mars 2013 sur Showtime
- Suisse : 21 juillet 2013 sur RTS Un
- France : 31 janvier 2014 sur M6

- États-Unis : 788 000 téléspectateurs (première diffusion)

### Épisode 8:Le Mur du silence
- États-Unis : 10 mars 2013 sur Showtime
- Suisse : 22 juillet 2013 sur RTS Un
- France : 31 janvier 2014 sur M6

- États-Unis : 693 000 téléspectateurs[12] (première diffusion)

### Épisode 9:L'Alignement des étoiles
- États-Unis : 17 mars 2013 sur Showtime
- Suisse : 28 juillet 2013 sur RTS Un
- France : 7 février 2014 sur M6

- États-Unis : 766 000 téléspectateurs[13] (première diffusion)

### Épisode 10:Les Voies du seigneur
- États-Unis : 24 mars 2013 sur Showtime
- Suisse : 29 juillet 2013 sur RTS Un
- France : 7 février 2014 sur M6

- États-Unis : 592 000 téléspectateurs[14] (première diffusion)

### Épisode 11:La Période bleue
- États-Unis : 31 mars 2013 sur Showtime
- Suisse : 4 août 2013 sur RTS Un

- États-Unis : 580 000 téléspectateurs[15] (première diffusion)

Atticus envisage de quitter le monde du show business et d'arrêter les excès. Charlie demande à Hank de l'en dissuader. 
De son côté, Ophelia dévoile à Marcy ses sentiments amoureux mais celle-ci n'y répondant pas, la séquestre chez elle. Charlie venant à son secours après un bref message de Marcy, est également enchaîné. Parvenant à se libérer, ils s'avouent qu'ils s'aiment toujours et se remettent ensemble.

### Épisode 12:Et oui, mais si…
- États-Unis : 7 avril 2013 sur Showtime
- Suisse : 5 août 2013 sur RTS Un

- États-Unis : 618 000 téléspectateurs[16] (première diffusion)

Hank hésite à s'engager dans une relation plus sérieuse avec Faith, éprouvant toujours des sentiments très forts pour Karen.